# Quatre grands de la poésie chilienne

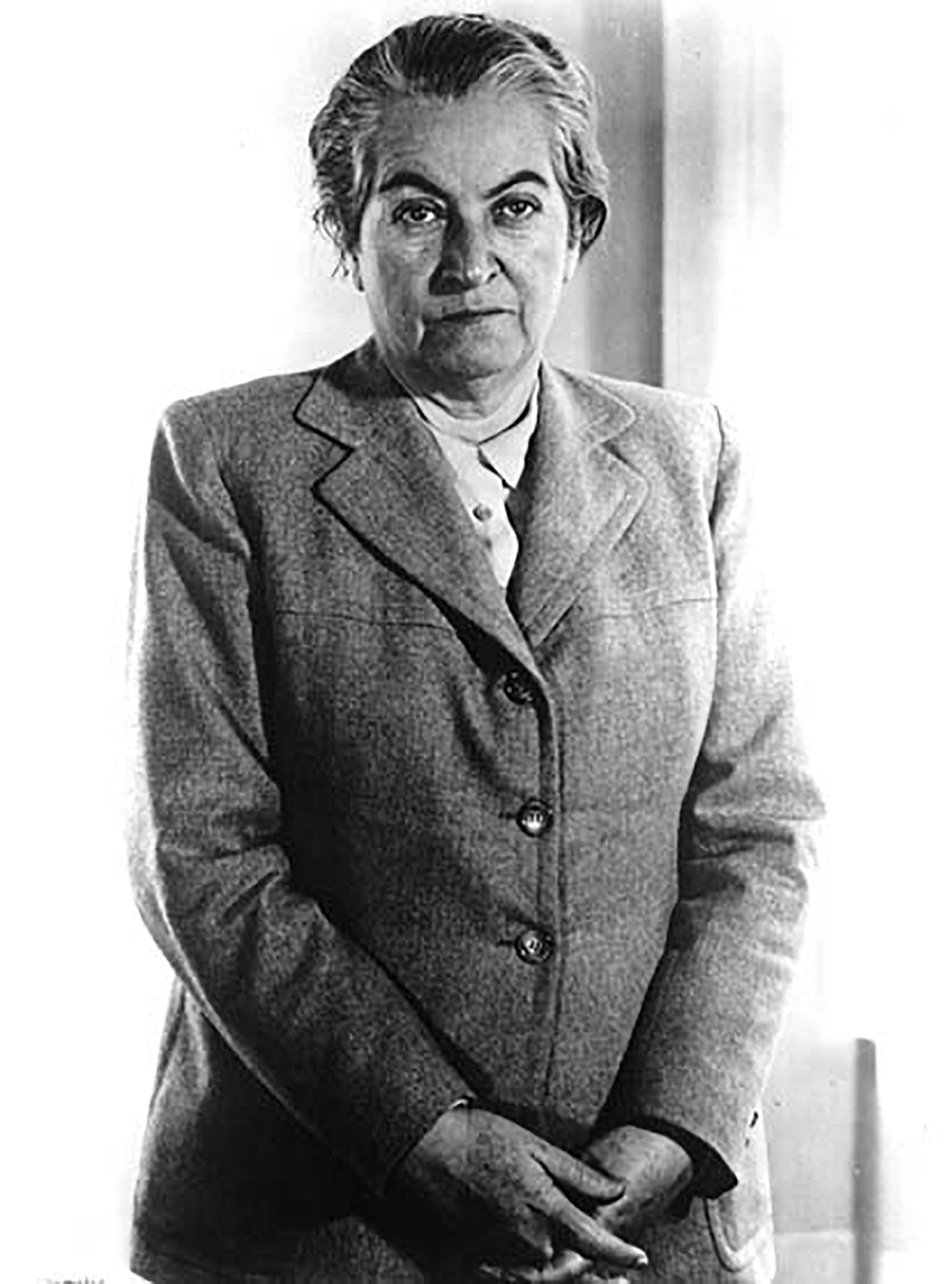
Gabriela Mistral.

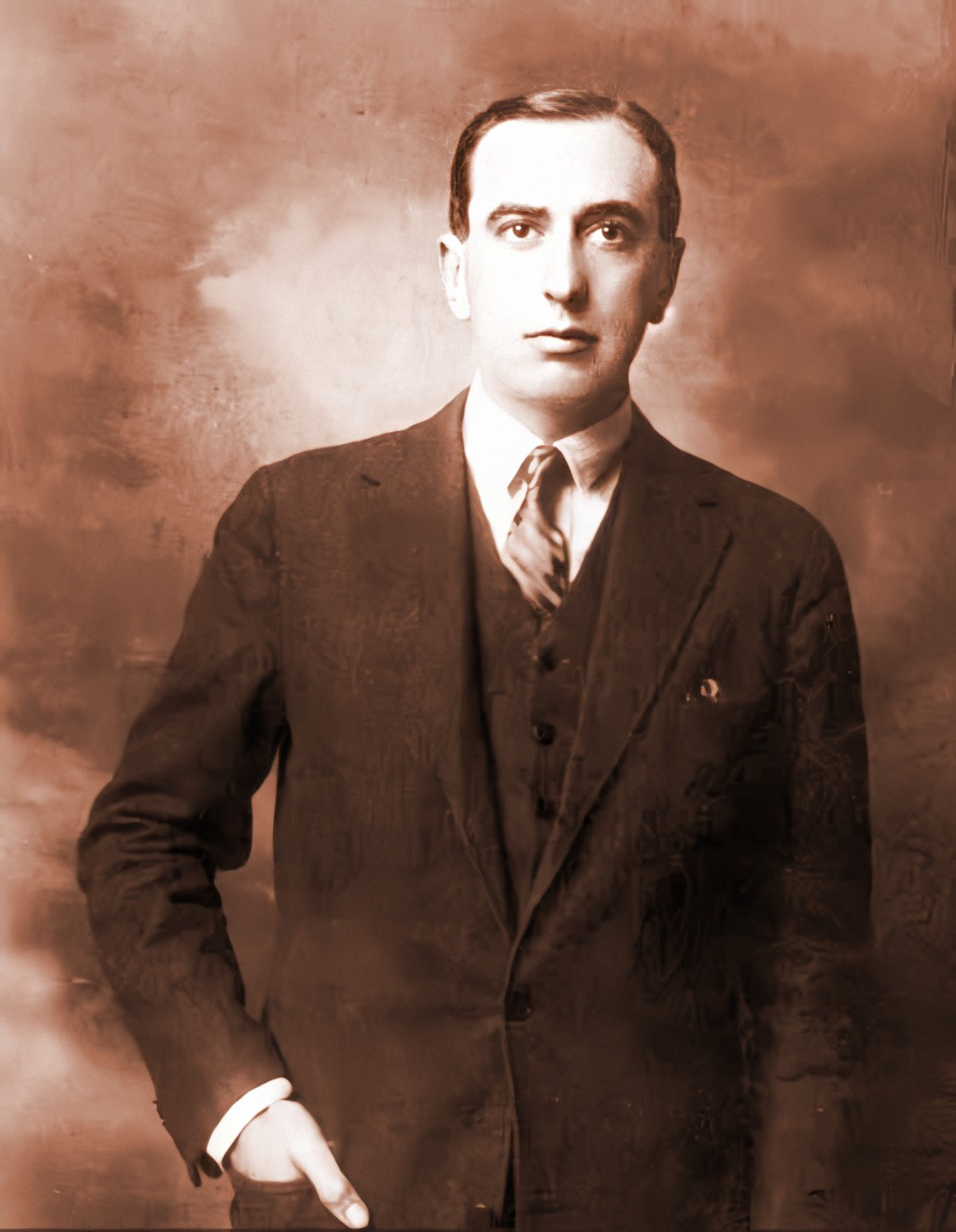
Vicente Huidobro.

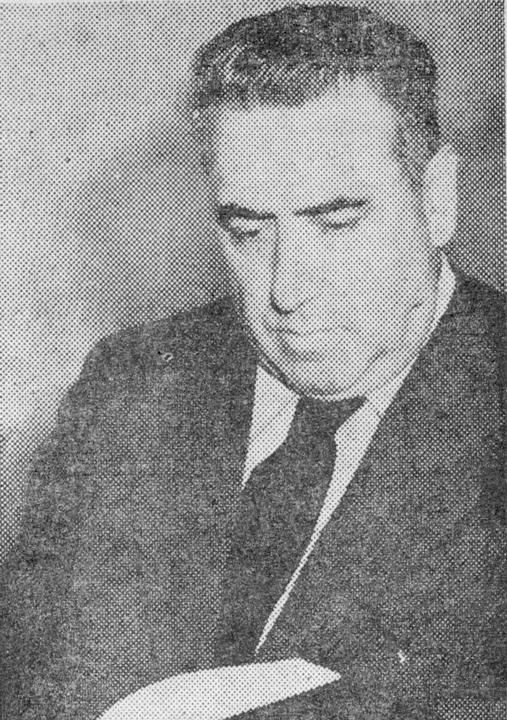
Pablo de Rokha.

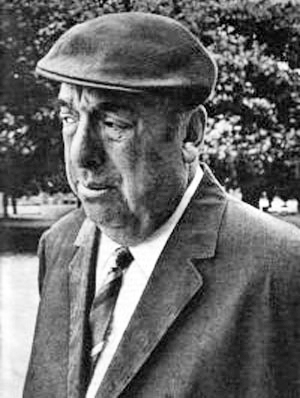
Pablo Neruda.

Les quatre grands de la poésie chilienne sont le groupe des poètes considérés comme les plus importants de la littérature chilienne du XXe siècle : Gabriela Mistral, Vicente Huidobro, Pablo de Rokha et Pablo Neruda.

## Relations entre les poètes
Bien que l'appartenance au groupe soit basée sur leur œuvre propre, ces poètes ont été relativement proches au cours de leur vie.
Déjà connue comme poète, Gabriela Mistral était également directrice du Liceo de Niñas de Temuco. C'est lorsqu'elle occupait ces fonctions qu'un adolescent de la ville, intéressé par l'opinion de la poétesse, lui apporta quelques poèmes qu'il avait écrits pour qu'elle en fît la critique. Cet adolescent était Neftalí Reyes, qui, plus tard et sous le pseudonyme de Pablo Neruda, reçut le Prix national de littérature du Chili en 1945, la même année où Gabriela Mistral fut récompensée du Prix Nobel de littérature — le premier décerné à un Latino-Américain —, que Neruda reçut lui aussi 26 ans plus tard.
Au contraire, la relation entre Vicente Huidobro, Pablo de Rokha et Pablo Neruda fut une lutte particulièrement longue et persistante, des plus notables dans la littérature chilienne : ils étaient tous les trois de la même génération et devinrent tous à un moment donné membres du Parti communiste. La raison pour laquelle les trois poètes étaient engagés de cette manière reposait fondamentalement sur le besoin de se mettre en avant sur la scène qui a surgi avant la Seconde Guerre mondiale du fait de l'expansion totalitaire du nazisme et du fascisme en Europe. Cependant, ce fut plutôt sur des points personnels que politiques, que les trois écrivains matérialisèrent leur rivalité. Dans ce contexte, de Rokha devint l'ennemi juré de Neruda, qu'il considérait comme bourgeois et opportuniste dans ses actions politiques et sociales, et publia plusieurs opuscules allégoriques où il s'en prenait à Neruda. Il critiqua particulièrement l'un de ses recueils de poèmes autobiographique, Corona del archipiélago para Rubén Azócar, où Neruda le traitait de charlàtan sinalefo (« charlatan synalèphe ») et de pobre ladrón de gallinas vestido de negro (« pauvre voleur de poules vêtu de noir ») en y répliquant par un autre poème, Tercetos dantescos a Casiano Basualto (« Tercets dantesques à Casiano Basualto »),.
Pour sa part, après s'être affilié au Parti communiste — beaucoup plus tôt que Neruda —, Vicente Huidobro prit ses distances du monde politique à son retour au Chili. Vers la fin de sa vie, il conserva une certaine distance avec Neruda, qu'il qualifiait ironiquement de poète romantique. Celui-ci n'esquivait pas non plus ce climat de rivalités et réagit aux invectives de ses collègues en écrivant un texte appelé Aquí estoy, publié à Paris en 1938, où il dénonçait les animosités et le mépris à son égard.
Neruda est considéré comme l'un des vingt-six auteurs charnières de la littérature occidentale de tous les temps,.

## Considérations et critiques
Nicanor Parra, également un grand poète chilien qui a par ailleurs parfois été inclus dans les « quatre grands », était également un critique littéraire et à ce titre a fait le commentaire suivant :

« Les quatre grands poètes du Chili

Ils sont trois

Alfonso de Ercilla, et Rubén Darío »

— Nicanor Parra, selon Roberto Bolaño, également poète, dans le catalogue de l'exposition Artefactos Visuales de Parra, Madrid, 2001.